# Tryptany
Tryptany (agonisty receptora  5HT1B/1D) – grupa leków stosowanych w leczeniu ataków migreny.  Wykazują się skutecznością w przerywaniu pojedynczego napadu bólu migrenowego, ale nie zapobiegają ich wystąpieniu, ani nie prowadzą do wyleczenia tej choroby.

## Mechanizm działania
Tryptany są pochodnymi indolu, agonistami serotoniny (5-hydroksytryptaminy, 5-HT), w szczególności receptorów 5-HT1D i 5-HT1B, których działanie sprzyja kurczeniu dużych naczyń wewnątrzczaszkowych. Poza tym tryptany hamują uwalnianie neuropeptydów prozapalnych, pobudzają receptory 5-HT1D w szlakach nerwu trójdzielnego oraz blokują procesy neurogennego okołonaczyniowego zapalenia, które leży u podstaw wystąpienia napadu migreny.

## Przeciwwskazania i interakcje lekowe
Tryptany mogą prowadzić do zwężenia naczyń wieńcowych, dlatego są przeciwwskazane u pacjentów po przebytym zawale mięśnia sercowego, chorobą niedokrwienną serca, dusznicą bolesną Prinzmetala, chorobami naczyń obwodowych, a także u pacjentów podejrzewanych o chorobę niedokrwienną serca lub po przebytym udarze mózgu lub TIA. 
Jednoczesne stosowanie tryptanów i leków przeciwdepresyjnych z grup SSRI i SNRI może wywołać zespół serotoninowy, który niekiedy może prowadzić do śmierci. Przeciwwskazane jest łączne stosowanie typtanów z ergotaminą (lub jej pochodnymi) ze względu na ryzyko dodatkowego działania zwężającego naczynia krwionośne.
Tryptany dostępne  w Polsce to:
- sumatryptan (Sumamigren i inne)[4]
- zolmitryptan (Zolmiles)[5]
- eletryptan (Relpax)[6]
- almotryptan (Almozen i inne)[7]